# ミニット・レコード
ミニット・レコード (Minit Records)は、1959年、ジョー・バナシャクがDJ、音楽プロモーターのラリー・マッキンリーと共同で設立したニューオーリンズのレコード・レーベル。
レーベル名の「ミニット(minit)=ちょっとの合間の意」は、DJがラジオでコマーシャルを流しやすいような短いレコードを提供するというレーベルの意図を示したものである。  

## 概要
1960年、アラン・トゥーサンがミニットでプロデューサー、アレンジャー、プレイヤーとして仕事をするようになり、彼が手掛けたジェシー・ヒルの「Ooh Poo Pah Doo」がレーベル初のヒットとなった。以後、アーマ・トーマスなどトゥーサンがプロデュースした作品の数々がミニットよりリリースとなり、ヒットを記録している。
1961年、インペリアル・レコードと配給契約を締結したのち、アーニー・ケイドーの「Mother-In-Law」がナンバーワン・ヒットになった。
ヒット曲が途絶えると、ミニットはインペリアル・レコードに買収された。1963年には、インペリアルがリバティー・レコードの傘下に入ったことに伴い、ミニット音源もリバティー管轄となった。1966年から1970年にかけて、サンセット・レコードによってミニット音源の再発が行われた。一方、同時期にミニット・レコードはソウル・レーベルとして活動もしていた。
1970年のリリースを最後にレーベルは活動を事実上終了している。